# Julian Fałat
Julian Fałat (Tuligłowy, 30 luglio 1853 – Bystra na Śląsku, 9 luglio 1929) è stato un pittore polacco.

## Biografia
Fałat nacque nel villaggio di Tuligłowy (oggi 
Tulyholove, nei dintorni di Leopoli, Ucraina). Formatosi a Cracovia, Monaco e Roma, fu direttore dell'accademia di Cracovia tra il 1895 e il 1910. Aderì alla Giovane Polonia, corrente artistica della quale facevano parte alcuni dei maggiori artisti polacchi dell'epoca, tra cui Jacek Malczewski, Józef Mehoffer, Leon Wyczółkowski e Stanisław Wyspiański. Le sue tele, prevalentemente paesaggi, sono esposte nei più importanti musei della Polonia.